# PangYa
PangYa – bezpłatna komputerowa gra sportowa autorstwa koreańskiego studia Ntreev Soft, opublikowana w wersji online w 2007 roku. PangYa jest symulacją zawodów golfa, posiadającą serwery w Azji Południowo-Wschodniej, Europie i Stanach Zjednoczonych.
Gracz w PangYa przejmuje kontrolę nad jedną z dziewięciorga postaci, uczestnicząc w wirtualnych turniejach golfa. Poprzez kliknięcie myszą ustala siłę i celność uderzenia. Za wbicie piłki do dołka w określonej liczbie uderzeń gracz otrzymuje wirtualną walutę Pang, używaną do kupowania sprzętu, ubrań oraz poprawy umiejętności kierowanej postaci.
W 2009 roku Ntreev Soft opublikowało wersję PangYa na konsolę PlayStation Portable, pod nazwą PangYa: Fantasy Golf.